# Tombal
Tombal är en ort i Iran.   Den ligger i provinsen Khuzestan, i den centrala delen av landet, 400 km sydväst om huvudstaden Teheran. Tombal ligger 362 meter över havet och antalet invånare är 185.
Terrängen runt Tombal är huvudsakligen kuperad, men åt nordost är den platt. Runt Tombal är det ganska glesbefolkat, med 48 invånare per kvadratkilometer. Närmaste större samhälle är Dasht-e Lati, 9,0 km väster om Tombal. Omgivningarna runt Tombal är i huvudsak ett öppet busklandskap.